# Arnsberger Heimatbund
Der Arnsberger Heimatbund ist ein 1922 gegründeter Geschichts- und Heimatverein in Arnsberg. Er war Initiator des Sauerlandmuseums, kümmert sich um den Erhalt von Kulturdenkmälern, gibt eine Zeitschrift und eine Schriftenreihe heraus und beteiligt sich in vielfältiger Weise an der Entwicklung des Ortsteils Arnsberg.

## Geschichte und Entwicklung

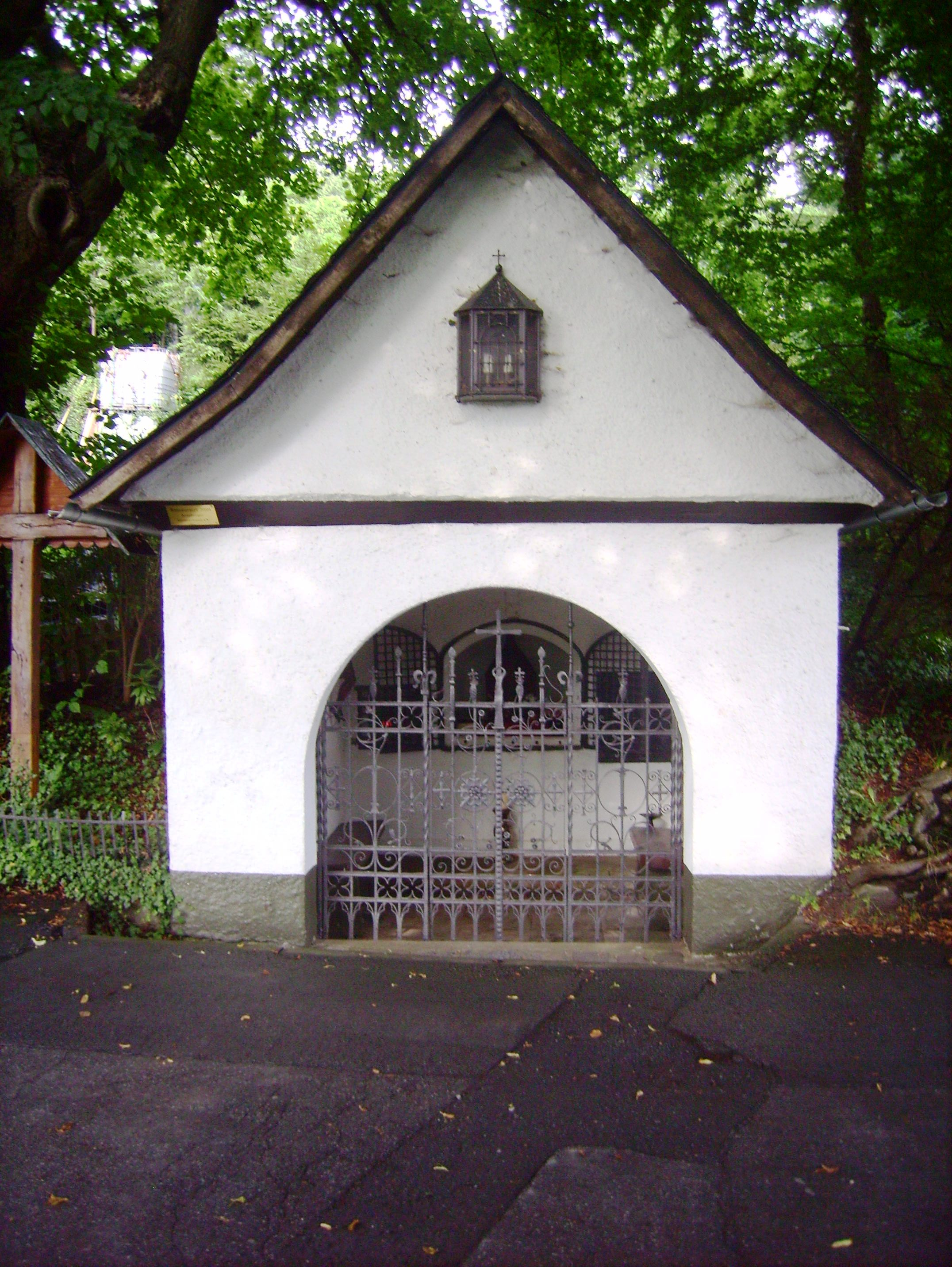
Tollpöstchen

Der Verein entstand im Umfeld der Heimatbewegung im Jahr 1922 als lokale Ortsgruppe des 1921 gegründeten Sauerländer Heimatbundes. Erster Vorsitzender wurde Otto Werra. Bereits 1923 erschien auf Anregung des Vereins im Central-Volksblatt regelmäßig die Beilage Ruhrwellen. Diese wurde erst 1939 eingestellt. Der Verein hatte 1924 um die 200 Mitglieder, veranstaltete Vortrags- und Liederabende und nahm regelmäßig an den Sauerländer und Westfälischen Heimattagen teil. Der Verein gründete 1925 in Kooperation mit der Stadt Arnsberg das Sauerländer Heimatmuseum, das sich später zum Sauerland-Museum entwickeln sollte. Ein Höhepunkt war die Tagung des Sauerländer Heimatbundes 1925 in Arnsberg. Dazu veranstaltete der Verein einen großen Festzug und führte ein Festspiel auf. Dazu wurden unter anderem zwei mittelalterliche Stadttore nachgebaut. Er übernahm 1926 vom aufgelösten Osterfeuerverein die Organisation des Osterfeuers. Diese Tradition wird nach kriegsbedingter Unterbrechung bis heute fortgeführt. Im Jahr 1929 fand vom Verein organisiert der Westfalentag des Westfälischen Heimatbundes statt. Dieser soll 2022 wieder in Arnsberg stattfinden. Die Zahl der Mitglieder lag 1939 bei etwa 700.
Als der Verein 1946 wieder seine Tätigkeit aufnahm, lag die Mitgliederzahl bei 380. Zunächst galt es, kriegsbedingte Schäden zu beseitigen. Der Verein trat 1955 aus dem Sauerländer Heimatbund aus. In den 1960er Jahren stagnierte das Vereinsleben mit etwa 360 Mitgliedern. Insbesondere durch die Organisation in Zusammenarbeit mit dem Sauerlandmuseum von publikumswirksamen Ausstellungen nahm das Interesse der Bevölkerung zu. Dazu zählten Arnsberger Bürger sehen ihre Stadt (1969), 800 Jahre Kloster Wedinghausen (1973), Madonnen im Sauerland (1975), Goldschmiedekunst im kölnischen Sauerland (1977), Heimat unter Bomben (1882), Schützenwesen im Sauerland (1983), Kölner Domschätze in Arnsberg (1994). Seit 1967 gibt der Verein eine städtekundliche Schriftenreihe heraus. Seit 1980 veröffentlicht der Verein jedes Jahr eine Ausgabe der Heimatblätter mit überwiegend lokalgeschichtlichem Inhalt. Seit vielen Jahren zeigt der Verein in der Kulturschmiede einmal im Jahr den Zusammenschnitt alter Filmaufnahmen mit lokalem Inhalt. Während der Corona-Pandemie wurde eine Reihe von Filmen auf Youtube veröffentlicht. Erstmals 1993 überschritt der Heimatbund die Zahl von 1000 Mitgliedern. Der Verein ließ 2010 dem ehemaligen Bierkeller des Klosters Wedinghausen denkmalgerecht renovieren und nutzt ihm seitdem für Vereinszwecke.

## Tätigkeitsschwerpunkte

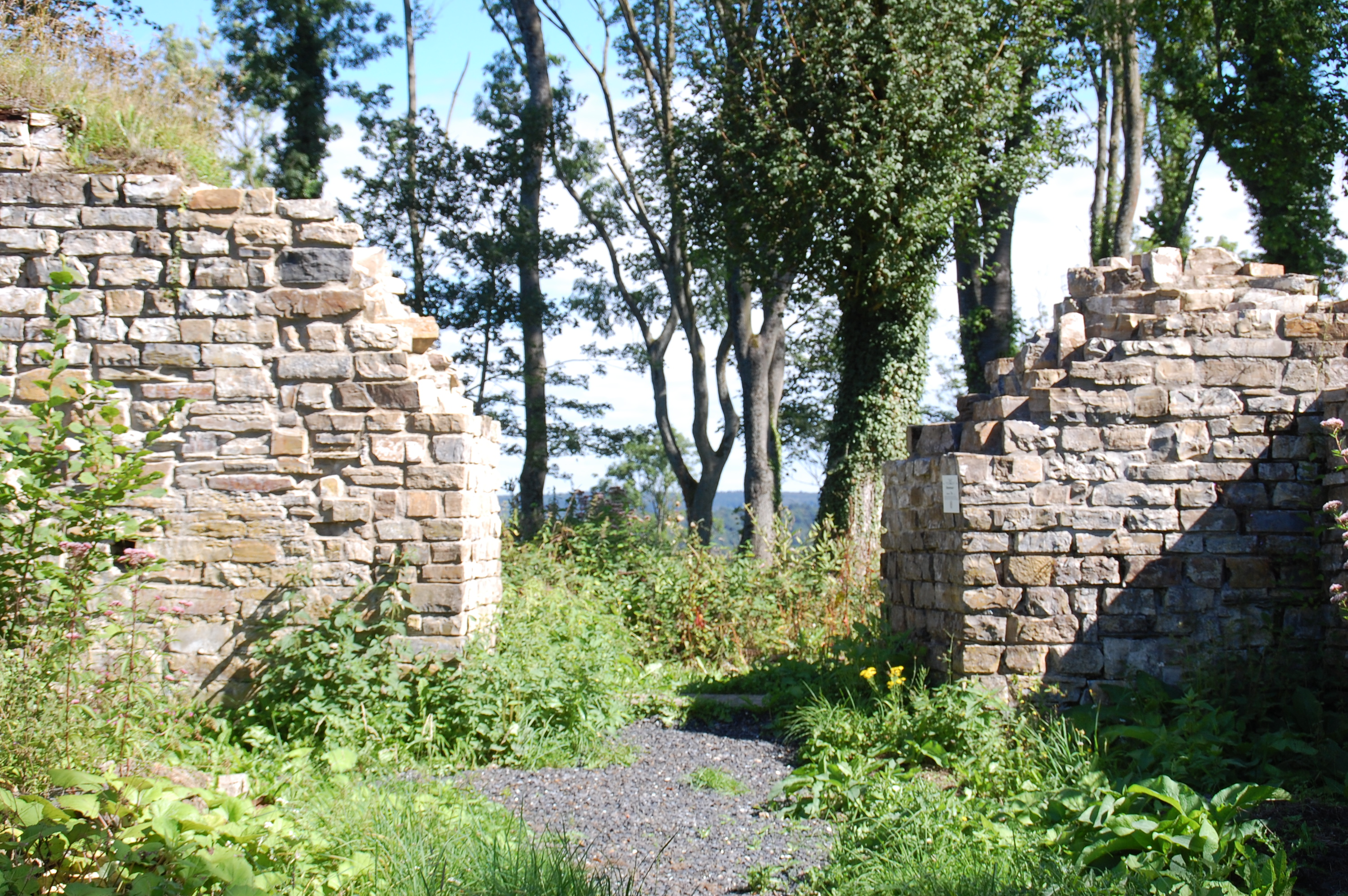
Rüdenburg 2016 nach Beginn der Sanierung

Bereits seit den späten 1920er Jahren kümmert sich der Verein um den Erhalt historischer Stätten wie des Oberfreistuhls, der Rüdenburg oder der Richtstätte am Galgenberg. Hinzu kommen etwa die verschiedenen Heiligenhäuschen. So wurde die Tollpöstchen genannte Marienkapelle 1930, 1882, 2000 und zuletzt 2011 renoviert. Auch die Reste des Bergbaus auf der Caspari-Zeche oder am Eisenberg werden erhalten. Im Jahr 1929 veranlasste der Verein erste Bemühungen zur Vermessung, Untersuchung und Restaurierung der Rüdenburg. Auch wenn das Vereinsmitglied Wilhelm Meiß mit seinen Schlussfolgerungen nicht immer richtig lag, sind seine Aufzeichnungen wichtig, da viele Bauelemente heute kriegsbedingt nicht mehr vorhanden sind. Auch in der Nachkriegszeit kümmerte sich der Verein weiter um den Erhalt, Restaurierung und Erforschung der Anlage. Im Jahr 2012 wurde das Europäische Burgeninstitut vom Verein beauftragt archäologische Untersuchungen durchzuführen und auf Basis aktueller wissenschaftlicher Erkenntnisse die Restaurierung der noch vorhandenen Reste vorzunehmen. Für die bisherigen Kosten von über 120.000 € konnten neben eigenen Beiträgen und Spenden auch Fördermittel der NRW-Stiftung eingesetzt werden. Die Arbeiten waren 2021 noch nicht endgültig abgeschlossen.
Seit 2005 existiert im benachbarten Rumbeck ein Poesiepfad als Gemeinschaftsprojekt der Literarischen Gesellschaft Arnsberg, des staatlichen Lehr- und Versuchsforstamtes Arnsberg und des Arnsberger Heimatbundes. Im Jahr 2008 wurde an der Westseite des Schlossbergs eine Beleuchtung installiert, um die Schlossruine in Szene zu setzen. Der Verein ließ 2020 das Plateau des Schlossbergs mit Hilfe eines Georadars untersuchen, um den Standort des bereits in Kurkölner Zeit abgerissenen Bergfrieds Weißer Turm mit der Burgkapelle ausfindig zu machen. Seit 2011 existiert der Wanderweg Kurfürstlicher Thiergarten mit verschiedenen natur- oder kulturgeschichtlichen Stationen. Dafür bekam der Verein 2017 den Innovationspreis des Westfälischen Heimatbundes. Im Jahr 2019 wurde der Kreativpfad an den Bürgergärten eröffnet. Der Verein unterstützte die Renovierung, Erforschung und Restaurierung der Propsteikirche und des Westflügels des Klosters Wedinghausen. Unter anderem finanziert er die Entnahme von Gebeinsproben aus der Grafentumba, um die Identität der Bestatteten durch genetische und anthropologische Untersuchungen festzustellen. Für das Projekt des kindgerechten Stadtführer- und Malbuches Werners Arnsberg-Abenteuer erhielt der Heimatbund 2021 einen Arnsberger Heimatpreis.
Im Jahr 1969 wurde die alte Wettersäule abgerissen. Mit Hilfe von Leadermitteln hat der Verein eine Rekonstruktion mit modernen digitalen Messinstrumenten in der Nähe der Arnsberger Sekundarschule als außerschulischen Lernort errichten lassen. Zum Gedenken an die Zerstörungen und Opfer durch die massiven Luftangriffe 1945 auf das Arnsberger Viadukt wurden ein Gedenkstein und eine Gedenktafel errichtet. Diese befinden sich direkt neben einem ebenfalls neu errichten Hubertusbildstock. Nach einem zufällig gefundenen frühneuzeitlichen Rezept lässt der Verein in Zusammenarbeit mit dem Verkehrsvereins Arnsberg einen Likör mit Namen Chorherrentropfen produzieren.
Auch die Kapelle auf dem Kreuzberg wird seit 2012 beleuchtet. Die Kapelle und die Kreuzwegstationen wurden in den vergangenen Jahren restauriert. Der Charakter als Lindenallee des Kreuzweges wurde wieder hergestellt. Auf der Wiese an der Kapelle findet jedes Jahr das Arnsberger Osterfeuer statt. Dieses besteht aus 3000 Reisigbunden und ist mit einem Höhenfeuerwerk verbunden. Das Feuer ist eines der größten in Südwestfalen.